# Fuente de Neptuno de Manresa
La fuente de Neptuno es una fuente monumental de estilo neoclásico, situada justo delante del Pont Nou (Puente Nuevo) de #Manresa. Fue inaugurada el 13 de marzo de 1802 por el rey Carles IV.[n. 1]
Se construyó para que bebieran las caballerías que llegaban a la ciudad y, también, las que iniciaban su camino. Con el tiempo se había ido degradando hasta llegar a un extremo casi ruinoso. En 2007 se restauró.

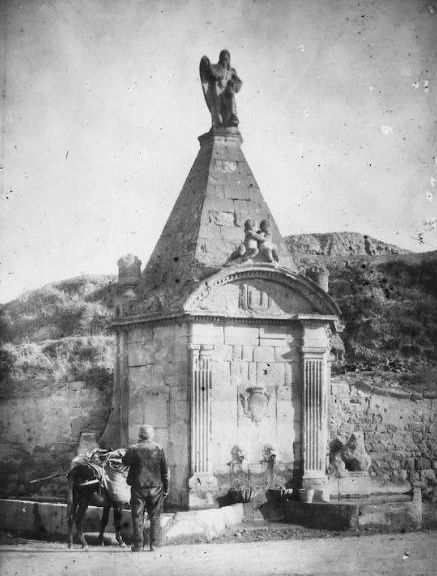
La fuente en el siglo

Fuente de planta trapezoidal, obrada con piedra, y de línea claramente clásica. Estructuralmente se pueden distinguir dos partes: un primer cuerpo, que culmina con un friso dentado y una cornisa, y un segundo cuerpo de forma piramidal, truncada, coronada por una escultura muy deteriorada. El monumento presenta decoración en tres de sus caras, una principal y dos laterales, mientras que la parte trasera es totalmente lisa. Los motivos decorativos consisten en cuatro pilastras adosadas, dos flanqueando la fachada principal y las otras dos situadas en el ángulo lateral. El fuste, acanalado, reposa sobre una base, y culmina con un capitel totalmente desdibujado. A la parte frontal del monumento, #cómo si se tratara de un templo clásico, y encima del friso dentado hay un tímpano con un escudo al centro. En la parte baja de la fuente se abren cuatro picos de agua. El aparato es obrado con sillares de medidas irregulares, dispuestos a trencajunt y unidos con argamasa.